# Zjednoczone Organizacje Śląskie
Zjednoczone Organizacje Śląskie – regionalna organizacja konspiracyjna działająca na terenie Śląska Górnego i Cieszyńskiego oraz Zagłębia Dąbrowskiego. Powstała jesienią 1943 r. poprzez scalenie Polskiego Związku Wolności, Tajnej Organizacji Wojskowej, Bojowej Organizacji Ludowej, Polskiej Organizacji Narodowej, Komitetu Rewolucyjno-Powstańczego, "Nadziei", "Beskidzkiego Echa", "Dobosza", "Orła" i kilku innych grup. Program ZOŚ zakładał przeprowadzenia szerokich reform społeczno-gospodarczych (łącznie z uspołecznieniem zakładów), powrót Polski na piastowskie ziemie nad Odrą i objęcie kierowniczych stanowisk w zakładach przemysłowych i administracji państwowej przez Ślązaków. Na czele ZOŚ stanęli Bolesław Brzozowski (ps. "Karp") i Wincenty Wajda (ps. "Koks") jako kierownicy polityczni, oraz Piotr Judycki (ps. "Migulec") jako szef pionu wojskowego. Organem prasowym został "Kilof Śląski", wydawany poprzednio przez PZW. ZOŚ liczyły kilka (prawdopodobnie 2 do 4) tysięcy członków. Pod koniec 1943 r. część ZOŚ podporządkowała się AK, niektórzy członkowie odmówili jednak złożenia przysięgi. Aresztowania w lutym i marcu 1944 r., których ofiarą padło 26 osób z kierownictwa ZOŚ (m.in. Judycki i Brzozowski), rozbiły strukturę Organizacji.

## Literatura
Jarosław Tomasiewicz, Nieznane karty historii Śląska, „Nasza Gazeta” 1993,  nr 24